# 祐清私記
祐清私記（ゆうせいしき）は、伊藤祐清による著書。『南部根元記』、『奥南旧指録』その他の諸書に散見す南部藩の史実、とくに三戸南部26代信直、27代利直の二代にわたる治世を中心として、前後の経緯、歴史的流れを付け加えている。
書名：『南部叢書』〈第1-10冊,索引〉第3冊に収録　著作者等：南部叢書刊行会編　出版元：歴史図書社　刊行年月：1970/10-1971/7

## 参考資料
- 「角川日本姓氏歴史人物大辞典」編纂委員会『角川日本姓氏歴史人物大辞典 第3巻 「岩手県姓氏歴史人物大辞典」』角川書店、1998年5月18日。ISBN 4-04-002030-8。
- 岩手放送『新版 岩手百科事典』岩手放送株式会社、1988年10月15日。